# Cantón de Bois-Colombes
El cantón de Bois-Colombes era una división administrativa francesa, que estaba situada en el departamento de Altos del Sena y la región de Isla de Francia.

## Composición
El cantón estaba formado por una comuna:
- Bois-Colombes

## Supresión del cantón de Bois-Colombes
En aplicación del Decreto n.º 2014-256 de 26 de febrero de 2014, el cantón de Bois-Colombes fue suprimido el 22 de marzo de 2015 y su comuna pasó a formar parte del nuevo cantón de Colombes-2.